# Mordecai Gorelik
Mordecai Gorelik (Minsk, 25 agosto 1899 – Sarasota, 7 marzo 1990) è stato uno scenografo russo.

## Biografia
La sua famiglia di origini russe emigrò negli Stati Uniti d'America agli inizi del Novecento, per sfuggire le persecuzioni e l'internamento nei pogrom.
Dopo essersi diplomato al Pratt Institute of Fine Arts a Brooklyn nel 1920, incominciò a lavorare con Robert Edmond Jones, che divenne il suo maestro.
Dopo qualche anno di gavetta riscosse un buon successo con la scenografia per Re-fame di Andreev.
Durante gli anni venti collaborò con numerosi e importanti autori, quali Lee Strasberg, Elia Kazan, Arthur Miller, Norman Bel Geddes, Oliver Messel, Henri Matisse, e per alcune delle più prestigiose compagnie teatrali, come i Provincetown Players, la Theatre Guild a Broadway, il Group Theatre e l'Actors Laboratory Theater a Hollywood.
Nel 1935 incontrò Bertolt Brecht, del quale rimase profondamente ammirato e notevolmente influenzato sia per le teorie sia per i contenuti.
Successivamente i suoi lavori come scenarista non si sono ispirati al teatro russo, al quale invece si è richiamato nei suoi impegni come docente e teorico del teatro d'avanguardia, così come pure nei suoi saggi, nei quali l'elemento realistico è il fondamento della scena, seppur plasmato dalla stilizzazione in base alle norme contemporanee.
Tra i suoi libri più significativi ricordiamo New Theatres for Old (1940).
Nel secondo dopoguerra Gorelik si recò in Francia per insegnare ed eseguire varie scenografie.
Nel decennio successivo ha assunto il ruolo di docente di scenografia e storia del teatro alla Los Angeles University.
Durante la sua carriera di docente ha insegnato in numerosissimi istituti, quali la School of Theatre di New York (1921-1922), alla facoltà dell'American Academy of Dramatic Arts (1926-1932), la New School for Social Research (1940-1941), l'Università di Toledo (1956), l'Università di Miami (1956), la New York University (1956), il Bard College (1959), la Brigham Young University (1961), il San Jose State College (1965), la California State University (Los Angeles 1964, 1966), la Università del Massachusetts (Boston), il Pratt Institute, la Long Island University (Brooklyn), e l'Università delle Hawaii.  
Dal 1960 al 1972 insegnò e mise in scena lavori alla Southern Illinois University (Carbondale).
Gorelik nel corso della sua carriera ha collaborato per le più prestigiose produzioni teatrali americane.

## Scenografie
- Il ribelle (None But the Lonely Heart), regia di Clifford Odets (1944).
- Processional, Garrick Theatre, New York City, 1925.
- The Last Love, Schildkraut Theatre, New York City, 1926.
- Nirvana, Greenwich Village Theatre, New York City, 1926.
- The Moon Is a Gong, Cherry Lane Theatre, New York City, 1926.
- Loudspeaker, 52nd Street Theatre, New York City, 1927.
- The Final Balance, Provincetown Playhouse, New York City, 1928.
- God, Man and the Devil, Yiddish Art Theatre, New York City, 1928.
- Uncle Moses, Yiddish Art Theatre, New York City, 1930.
- 1931, Mansfield Theatre, New York City, 1931.
- Success Story, Maxine Elliott's Theatre, New York City, 1932.
- Big Night, Maxine Elliott's Theatre, 1933.
- Little Ol' Boy, Playhouse Theatre, New York City, 1933.
- Men in White, Broadhurst Theatre, New York City, 1933.
- All Good Americans, Henry Miller's Theatre, New York City, 1933.
- Gentlewoman, Cort Theatre, New York City, 1934.
- Sailors of Cattaro, Civic Repertory Theatre, New York City, 1934.
- Mother, Civic Repertory Theatre, 1935.
- The Young Go First, Park Theatre, 1935.
- Golden Boy, Belasco Theatre, New York City, 1937, poi St. James Theatre, Londra, 1938.
- Tortilla Flat, Henry Miller's Theatre, New York City, 1938.
- Casey Jones, Fulton Theatre, New York City, 1938.
- Thunder Rock, Mansfield Theatre, 1938.
- Rocket to the Moon, Belasco Theatre, 1938.
- The Quiet City, Belasco Theatre, 1939.
- Night Music, Belasco Theatre, 1940.
- Walk Into My Parlor, Sayville Theatre, New York City, 1941.
- Volpone, Actors Laboratory Theatre, Los Angeles, 1944, Rooftop Theatre, New York City, 1957.
- All My Sons, Coronet Theatre, New York City, 1947.
- Desire Under the Elms, ANTA Theatre, New York City, 1952.
- The Flowering Peach, Belasco Theatre, 1954.
- A Hatful of Rain, Lyceum Theatre, New York City, 1955.
- Born Yesterday, University of Toledo, Toledo, OH, 1956.
- The Sin of Pat Muldoon, Cort Theatre, 1957.
- Guests of the Nation, Theatre Marquee, New York City, 1958.
- A Distant Bell, Eugene O'Neill Theatre, New York City, 1960.
- The Annotated Hamlet, Southern Illinois University, Carbondale, IL, 1961.
- The Dybbuk, Brigham Young University, Provo, UT, 1961.
- The House of Bernarda Alba, Southern Illinois University, 1962.
- Marseilles, Southern Illinois University, 1962.
- Good Woman of Setzuan, Southern Illinois University, 1964.